# Marcel Stürmel
Marcel Stürmel (Mülhausen, 17 de juny de 1900 – 1 de gener 1972) fou un polític alsacià. Fou un notable defensor de l'autonomisme alsacià en els seus articles a Elsässer Kurier i militant de la Unió Popular Republicana. Implicat en el procés de Colmar de 1928, finalment en fou absolt. Succeí Eugène Ricklin com a conseller general del Cantó de Dannemarie el 1928, i fou reelegit el 1932 i el 1936, primer dins els Independents Republicans i després pels republicans de Centre i Independents d'Acció Popular, amb els quals també fou diputat a l'Assemblea Nacional Francesa de 1932 a 1940.
El 10 de juliol de 1940 no va poder prendre part en la votació de cessió de plens poders a Philippe Pétain. Després de la Segona Guerra Mundial no va tenir protagonisme polític.